# Praecepta Militaria
Praecepta Militaria (grško Στρατηγικὴ ἔκθεσις καὶ σύνταξις Νικηφόρου δεσπότου [Stratigikí ékthesis kaí sýntaxis Nikifórou despótou], Predstavitev vojskovanja despota Nikiforja)  je konvencionalen latinski naslov   bizantinske vojaške razprave, ki jo je okoli leta 965 napisal bizantinski cesar Nikifor II. Fokas (vladal 963-969)  ali so jo v njegovem imenu napisali drugi. 
Razprava obsega šest poglavij in opisuje bizantinsko vojsko sredi 10. stoletja v času ponovnih osvajanj ozemelj na vzhodu, ki so jih okupirali Arabci.  Razprava vsebuje številne nove vidike, katerih se v drugih bizantinskih vojaških priročnikih niso dotaknili. Mednje spada natančen opis oblikovanja in uporabe klina težkih konjenikov (katafraktov),  nove mešane pehotne brigade (taksiarhija), pravilno oblikovanje razmikov med enotami in njihovo varovanje ter  raba kopja menavliona. Razprava na splošno poudarja praktične vidike vojskovanja: različne operativne scenarije, postavljanje taborov, izvidovanje in uporabo vohunov.  Omenjeni so tudi verski obredi, kar kaže na Fokasovo versko gorečnost. Nikiforjeva razprava, delno prilagojena razmeram v zgodnjem 12. stoletu,  je vključena kasnejšo Taktiko Nikiforja Urana.

## Vsebina
- 1. poglavje: Pehota
- 2. poglavje: Težka pehota
- 3. poglavje: Katafrakti
- 4. poglavje: Konjenica
- 5. poglavje: Taborenje
- 6. poglavje: Vohunjenje

## Taktika
Razprava se začne z opisom opreme, razporeditvijo in taktiko pehote. Nadaljuje se z obravnavo taktike pehote in konjenice v boju proti sovražnikovim kombiniranim enotam pehote in konjenice. Razprava se nato osredotoči na uporabo katafraktov in splošne taktike konjenice, ki se bojuje samostojno proti pehoti ali proti konjenici. Posebna pozornost je posvečena zlasti trem vidikom bitke: obrambi pehote pred konjenico, napadu katafraktov na pehoto in zasledovanju poraženega sovražnika.

### Pehota
Standardna formacija pehote, opisana v razpravi, je plitev kvadrat s praznimi vmesnimi prostori, skozi katere lahko vstopa ali izstopa konjenica. Vmesne prostore brani lahka pehota, na primer kopjaniki, pračarji in lokostrelci, ki zadržuje  bližajočega se sovražnika in pridobiva čas, da se  ustrezno formira težka pehota. Fokas je uvedel in v razpravi opisal nekaj taktičnih sprememb v obrambi pehote proti težki konjenici. Ena od najpomembnejših je bila premestitev težkih suličarjev (menavlatoi) v prednje bojne vrste.

### Konjenica
V razpravi je podrobno opisano razvijanje konjenice in njene enote, struktura in razmestitev posameznih enot znotraj  celotne konjenice in opis taktičnih pravil  za vsako posamezno enoto. Najpomembnejša taktična podrobnost v razpravi je razporeditev katafraktov v klinasto oziroma trikotno formacijo. Katafrakti v konici in na bokih klina so bili oboroženi s kiji, buzdovani ali kopji, v notranjosti klina pa so bili lokostrelci na konjih. Med napadom so lokostrelci streljali na nasprotnikovo prvo vrsto in jo pred prihodom klina oslabili. Takšna taktika naj bi fizično in moralno zlomila nasprotnika. 

## Zgodovinski kontekst
Fokasova Praecepta Militaria je bila napisana kot priročnik za njegovo vojsko med ofenzivnim pohodom v Kilikijo in severno Sirijo v 960. letih. Pohodi so bili del bizantinsko-hamanidskih vojn, ki so izbruhnile sredi 10. stoletja. Razprava je označila spremembo v bizantinski strategiji, ker je nastala v času, ko je Bizantinsko cesarstvo začelo delovati bolj  agresivno in je prešlo v ofenzivo. 
Praecepta Militaria ni uvedla popolnoma izvirnih taktik. Fokas je samo revidiral obstoječe taktike in jih dopolnil  s svojimi izkušnjami in opazovanji. Mnogo pehotnih taktik v Praecepti Militarii je verjetno temeljilo na taktikah v  Syntaxis Armatorum Quadrata  iz 950. let.  Še večji vpliv Fokasa je imel  Sylloge Tacticorum, zbirka taktik in taktičnih prevar, napisana okoli leta 950. Zbirka je bila dober vir podatkov predvsem v zvezi z opremo in razvitjem tako pehote kot konjenice. Praecepta Militaria  je pomenila posodobitev obstoječih bizantinskih vojaških taktik, da bi sledila trendom v nasprotnikovih armadah. Kasnejše bizantinske vojaške razprave, na primer Taktika Nikiforja Urana, so nadaljevale razvojni proces in kot vir uporabljale tudi  Praecepto Militario.

## Vira
- McGeer, Eric (1991). Tradition and reality in the Taktika of Nikephoros Ouranos. Dumbarton Oaks Papers 45: 129–140. JSTOR 1291697.
- McGeer, Eric (1995). Sowing the Dragon's Teeth: Byzantine Warfare in the Tenth Century. Dumbarton Oaks Studies 33. Washington, DC: Dumbarton Oaks Research Library and Collection.